# Dzieci Europy
Dzieci Europy – dziewiąty album zespołu Top One wydany przez wytwórnię Magic Records w 1994 roku. Album zawiera 10 utworów.

## Lista utworów
1. „Walcz o mnie” (muz. Dariusz Zwierzchowski, sł. Jan Krynicz)
2. „Złota Jokohama” (muz. Paweł Kucharski, sł. Jan Krynicz)
3. „Chcę mieć swój świat” (muz. Dariusz Królak, sł. Jan Krynicz)
4. „Fałszywi przyjaciele (D'Art Story)” (muz. Paweł Kucharski, sł. Jan Krynicz)
5. „Szkoła życia” (muz. Paweł Kucharski, sł. Jan Krynicz)
6. „Dzieci Europy” (muz. Dariusz Królak, sł. Jan Krynicz)
7. „Serce jak muzyka” (muz. Paweł Kucharski, sł. Jan Krynicz)
8. „Moja Ameryka” (muz. Dariusz Zwierzchowski, sł. Jan Krynicz)
9. „Zło” (muz. Dariusz Zwierzchowski, sł. Jan Krynicz)
10. „Dzieci Europy mix"

- Nagrań dokonano w Studio S-3 w Warszawie.

## Twórcy
- Paweł Kucharski - vocal
- Dariusz Królak - instrumenty klawiszowe
- Dariusz Zwierzchowski - instrumenty klawiszowe
- Maciej Jamroz - perkusja, produkcja, menedżer
- Rafał Paczkowski - realizacja
- Rafał Bielski - projekt okładki
- Frank Evans - vocal (gościnnie)
- Emil Jeleń - chórki